# Кайл Джонс (музикант)
Кайл Джонс (англ. Kyle Jones; народився в Камден, Нью-Джерсі), більш відомий як Scratch — американський хіп-хоп музикант, який спеціалізується на бітбоксі. Він добре-відомий, як колишній учасник гурту The Roots, який отримав премію Греммі. Він добре відомий у спільноті хіп-хопу та бітбоксу своєю видатною здатністю імітувати музику хіп-хопу, використовуючи лише свої луп-машини.

## Історія
Спочатку був членом реп-групи Філадельфія, Школа Думок, він приєднався до The Roots у 1998 році.
Скретч випустив свій дебютний сольний альбом  Втілення інструментарію  в 2002 році на звукозаписному лейблі Ropeadope Records. У ньому взяли участь The Roots, Dice Raw, Калента з PBP, EST Three Times Dope, Cyph Born of Aphillyation, Bilal (musician)| Bilal, Джилл Скотт, Малик Б та МАРС Кооператив. Після виходу сольного ЛП, він раптово пішов.
У 2004 році Скретч взяв участь у композиції Зап Мама Потомство в ході  на композиції «Чому ти сказав?».
Скретч є членом Dino 5, який реалізував свій перший альбом «Baby Loves Hip Hop» в 2008 році. Скретч грає Тео, птеродактиля.
У 2009 році він випустив альбом під назвою «Втречено 4 Слова», в якому взяли участь такі виконавці, як Кані Вест, Дамон Альбарм та Підді. Він також виступав у британському фестивалі GoldieLocks під назвою  Goldie's Oldies .

## Дискографія

### Індивідуальний

#### Сингли
| Заголовок                   | Рік  | Альбом           |
| --------------------------- | ---- | ---------------- |
| «Нужбо» (feat. Peedi Crakk) | 2009 | Втречено 4 Слова |

### Діно 5
- Дитина любить хіп-хоп  (2008)

### Інші видимості
- Рожевий (співак) Missundaztood  (2001)
- Крістіан Макбрайд —  Live at Tonic (альбом Christian McBride)(2006)
- Something Sally —  Turn On the Radio (Sweet In Stereo)  (EP, 2008)

## Фільмографія

### Фільм
| Рік  | Назва                                      | Оригінальна назва                                 | Роль |
| ---- | ------------------------------------------ | ------------------------------------------------- | ---- |
| 2002 | Контроль за диханням: Історія битви людини | Breath Control: The History of the Human Beat Box | Сам  |

### Телебачення
| Рік  | Назва        | Оригінальна назва | Роль    | Нотатки     |
| ---- | ------------ | ----------------- | ------- | ----------- |
| 1999 | Станція Нуль | Station Zero      | DJ Tech | 20 епізодів |